# Onychohydrus
Onychohydrus là một chi bọ cánh cứng trong họ Dytiscidae.
Chi này được Schaum & White miêu tả khoa học năm 1847.

## Các loài
Các loài trong chi này gồm:
- Onychohydrus hookeri (White, 1846)
- Onychohydrus scutellaris (Germar, 1848)